# Open 13 Provence 2016
L'Open 13 Provence 2016 è stato un torneo di tennis giocato sul cemento indoor. È stata la 24ª edizione dell'Open 13 facente parte dell'ATP World Tour 250 series nell'ambito dell'ATP World Tour 2016. Si è giocato al Palais des Sports di Marsiglia in Francia, dal 15 al 21 febbraio 2016.

## Partecipanti

### Teste di serie
| Nazionalità | Giocatore       | Ranking* | Testa di serie |
| ----------- | --------------- | -------- | -------------- |
| Svizzera    | Stan Wawrinka   | 4        | 1              |
| Rep. Ceca   | Tomáš Berdych   | 8        | 2              |
| Francia     | Richard Gasquet | 10       | 3              |
| Croazia     | Marin Čilić     | 13       | 4              |
| Francia     | Gilles Simon    | 15       | 5              |
| Belgio      | David Goffin    | 16       | 6              |
| Francia     | Gaël Monfils    | 18       | 7              |
| Francia     | Benoît Paire    | 21       | 8              |

* Ranking al 8 febbraio 2016.

### Altri partecipanti
I seguenti giocatori hanno ricevuto una wild-card per il tabellone principale:
- Quentin Halys
- Ramkumar Ramanathan
- Alexander Zverev

I seguenti giocatori sono entrati in tabellone passando dalle qualificazioni:

- Julien Benneteau
- Kenny de Schepper
- Vincent Millot
- Miša Zverev

I seguenti giocatori sono entrati in tabellone come lucky loser:
- David Guez

## Campioni

### Singolare
Nick Kyrgios ha sconfitto in finale  Marin Čilić per 6–2, 7–6(3).
- È il primo titolo in carriera per Kyrgios.

### Doppio
Mate Pavić /  Michael Venus hanno sconfitto in finale  Jonathan Erlich /  Colin Fleming per 6–2, 6–3.